# Joshua Medina
Joshua Xavier Medina – portorykański zapaśnik walczący w stylu wolnym. Brązowy medalista mistrzostw panamerykańskich w 2019 roku.